# Eva Eriksson (arkitekturhistoriker)
Eva Luise Margreta Eriksson, född 17 november 1941 i Uppsala, är en svensk författare, konstvetare och arkitekturhistoriker.
Eva Eriksson var ansvarig utgivare och redaktör för tidskriften Arkitektur åren 1976-1986. Under 1970- och 1980-talen var hon arkitekturkritiker i Dagens Nyheter. Sedan 2008 medverkar hon i Svenska Dagbladet med artiklar om arkitektur och stadsbyggnad, där hon bland annat skrivit en rad inlägg i debatten om Nya Slussen.
Under 1990-talet undervisade hon i arkitekturhistoria vid konstvetenskapliga institutionen på Stockholms universitet. Hon disputerade år 2000 på avhandlingen Mellan tradition och modernitet. Arkitektur och arkitekturdebatt 1900-1930. Mellan 2000 och 2006 var hon verksam som lektor i arkitekturhistoria vid Högskolan på Gotland.

## Utmärkelser i urval
- 1987, Svenska Arkitekters Riksförbunds (SAR) kritikerpris.[5]
- 1988 Svenska Pennklubbens Bernsstipendium till "framstående stockholmsskildrare".
- 1990 Stockholms Byggnadsförenings Olle Engkvist-medalj.[6]
- 2002 Yngve Larssons pris för stads- och kommunhistoriska insatser.
- 2003 Längmanska kulturfondens stora pris "för debatt och forskning övertygande visat att arkitekturen är en del av kulturen".
- 2010 Samfundet S:t Eriks plakett för "berömliga insatser av vetenskaplig, konstnärlig, journalistisk eller kulturminnesvårdande natur".

## Publikationer i urval
- Eriksson, Eva (1990). Den moderna stadens födelse: svensk arkitektur 1890-1920. Stockholm: Ordfront. Libris 7634261. ISBN 91-7324-322-1
- Eriksson, Eva (2001). Den moderna staden tar form: arkitektur och debatt 1910–1935. Stockholm: Ordfront. Libris 8373844. ISBN 91-7324-768-5
- Kulturen i samhället, Kulturutredningen, SOU 1994:9
- Thomas Hall, Eva Eriksson m.fl., red (1997). Den svenska staden: planering och gestaltning - från medeltid till industrialism. Stockholm: Sveriges radio. Libris 8358128. ISBN 91-522-1797-3 (Medverkande)
- Claes Caldenby, Eva Rudberg, Eva Eriksson m.fl. (1998). Att bygga ett land. Byggförlaget och Arkitekturmuseet. ISBN 91-540-5813-9 (Medverkande)
- Eriksson, Eva (2000). Mellan tradition och modernitet: arkitektur och arkitekturdebatt 1900-1930. Stockholm: Ordfront. Libris 7634658. ISBN 9173248177
- Arkitekturmuseets årsbok 2002. Tema arkitekturkritik.
- Caldenby, Claes; Eriksson, Eva; Adams, Nicholas; Wickman, Kerstin, Asplunds Rådhus i Göteborg. Tiden platsen arkitekturen. Arkitekturmuseet 2010.
- Tidskriften Arkitektur, Nr. 2 årgång 2014, Arkitektur förlag AB. s. 82-89. Essä av Eva Eriksson om två villor på Övre Brunnsvägen 17 och 21 i Ronneby, ritade av Lars Israel Wahlman och Gunnar Asplund, under tidigt 1900-tal.